# Klaus-Jürgen Luckey
Klaus-Jürgen Luckey, häufig auch nur Klaus Luckey genannt (* 20. März 1934 in Hamburg; † 27. Februar 2001 ebenda),  war ein deutscher Bildhauer und Medailleur mit dem Tätigkeitsschwerpunkt plastischer Gestaltung. Seine Werke sind häufig nicht gegenständlich, wirken aber wie aus natürlichen Formen abgeleitet.

## Leben
Klaus-Jürgen Luckey entstammte einer baptistischen Familie und war der jüngste von vier Söhnen. Sein Vater Hans Luckey wirkte als Rektor des Theologischen Seminars der Baptisten, das damals seinen Sitz in Hamburg-Horn hatte. Seine Mutter Hedwig Luckey war die Tochter des Baptistenpredigers August Broda.
Von 1952 bis 1955 absolvierte er ein Studium der Bildhauerei an der Landeskunstschule Hamburg (heute Hochschule für Bildende Künste) unter anderem bei Edwin Scharff. Studienaufenthalte führten ihn von 1955 bis 1956 nach Florenz und von 1956 bis 1958 nach Zürich. Sein erstes eigenes Atelier gründete er 1958 in Hamburg-Wandsbek, verlegte es 1967 nach Hamburg-Kirchwerder, wo er das Geburtshaus von Alfred Lichtwark erwarb, das er restaurierte und zum Atelier- und Wohngebäude umbaute.
Luckey erhielt zahlreiche Aufträge zur Ausstattung von Kirchen und öffentlichen Gebäuden und Plätzen in Norddeutschland, für die er als bevorzugte Materialien Bronze und Holz einsetzte, in seltenen Fällen verwendete er auch Beton.
Luckey wurde auf dem Friedhof in Hamburg-Allermöhe beerdigt.

## Werk (Auswahl)
Einige seiner Werke befinden sich in Museen und öffentlichen Kunstsammlungen. Die meisten stehen im öffentlichen Raum und in Kirchen, so zum Beispiel:
- Friedenskirche in Hamburg-Eilbek: Kruzifix in Bronze von 1960
- Timotheuskirche in Hamburg-Horn: bronzenes Altarkreuz und Kanzel mit Reliefschnitzerei
- St. Johannis in Hamburg-Neuengamme: Neugestaltung des Altars von 1961
- Verheißungskirche in Hamburg-Niendorf: Altarkreuz von 1966
- St. Nikolai in Hamburg-Moorfleet: Taufstein von 1967
- Am Lüdersring in Hamburg-Lurup: Skulptur "Vegetatives Wachsen" in Beton von 1968
- Kinderheim Friedrichshulde in Schenefeld: "Muschelskulptur" von 1971
- In Hamburg-Bergedorf: "Vegetative Skulptur" in Bronze von 1971
- Am Ammernweg in Hamburg-Lurup (Gemeindezentrum)[4]: Skulptur "Geöffnete Weltkugel" in Beton. 2012 wegen Baufälligkeit abgebrochen.
- Christuskirche in Wedel-Schulau: liegendes Altarkreuz von 1974[5]
- In Zeven: Statue der Königin Christina von Schweden in Bronze von 1986
- Im Garten des Heine-Hauses an der Hamburger Elbchaussee: Aufsatz zum Salomon-Heine-Denkmal von 1989
- Im Einkaufszentrum Hamburger Straße: Brunnensäulen (seit Umgestaltung des Einkaufszentrums nicht mehr vorhanden)
- Thomaskirche, Hamburg-Bramfeld (Architekten Hopp & Jäger): Hölzerne Kanzel mit Intarsienarbeit (der Gemeinde zugewandt): 7 Bilder aus der  Passionsgeschichte Jesu, als letztes Bild: Der ungläubige Thomas kniet vor Jesus (mit den Worten "Mein Herr und mein Gott"). Ferner: Lesepult (bei der Einweihung 1966 noch nicht vorhanden, sondern nachbestellt); schließlich Altarkreuz.
- Ehemalige Kapernaumkirche in Hamburg-Horn, Sievekingsallee. Großes Altarkreuz (Die Kapernaumkirche wurde 2002 entwidmet, später an die Al-Nour-Gemeinde verkauft und zur Moschee umgebaut)
- Bundesweite Anerkennung fand sein Entwurf[6] der offiziellen 10-Mark-Gedenkmünze der Bundesrepublik zum 800-jährigen Hamburger Hafenjubiläum im Jahre 1989.

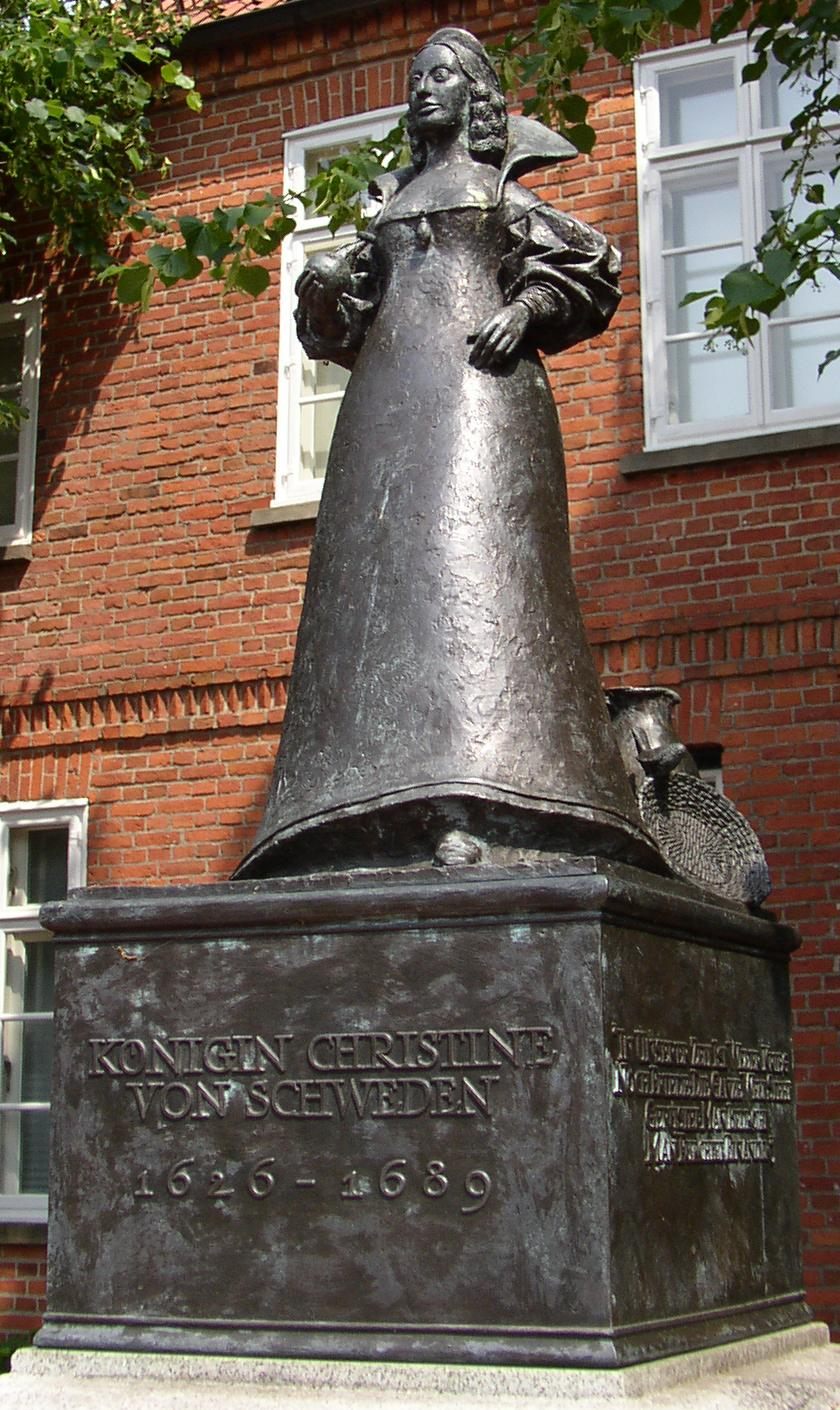
Statue in Zeven
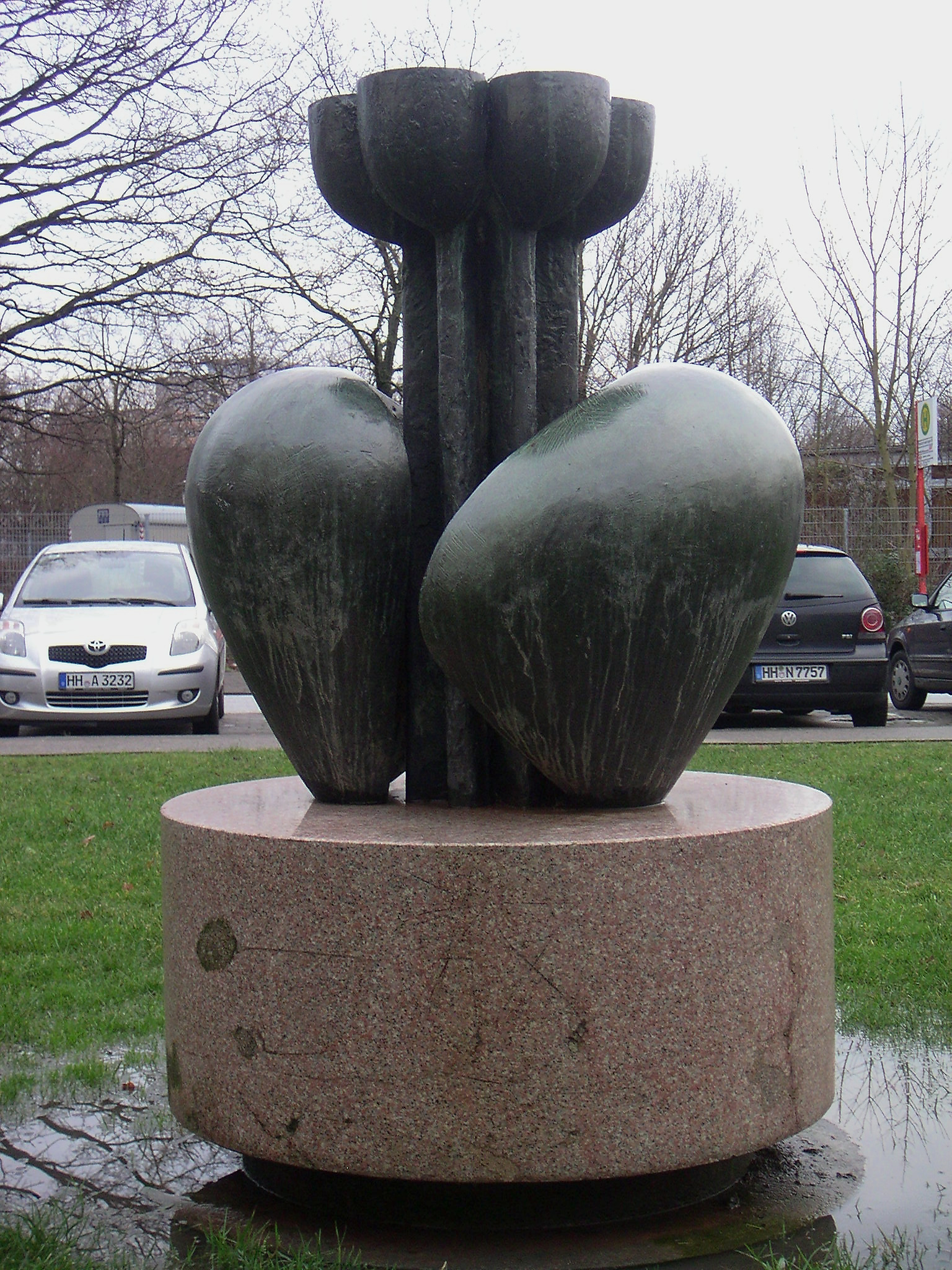
Vegetative Skulptur in Bergedorf-West
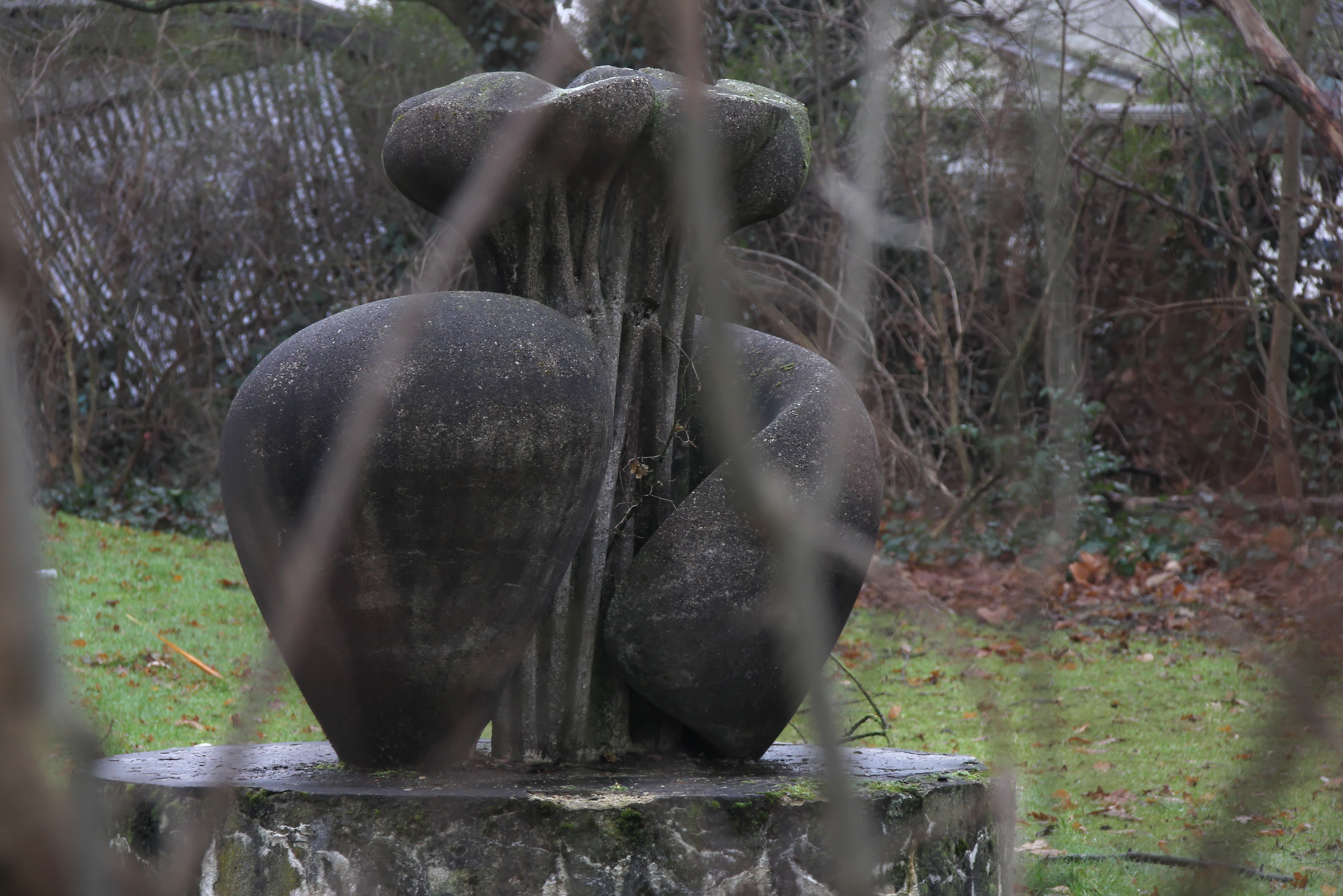
Vegetatives Wachsen in Lurup
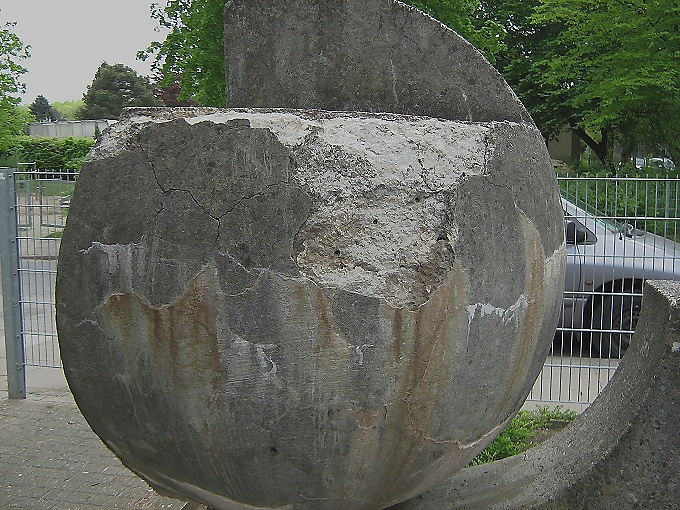
Geöffnete Weltkugel 2012
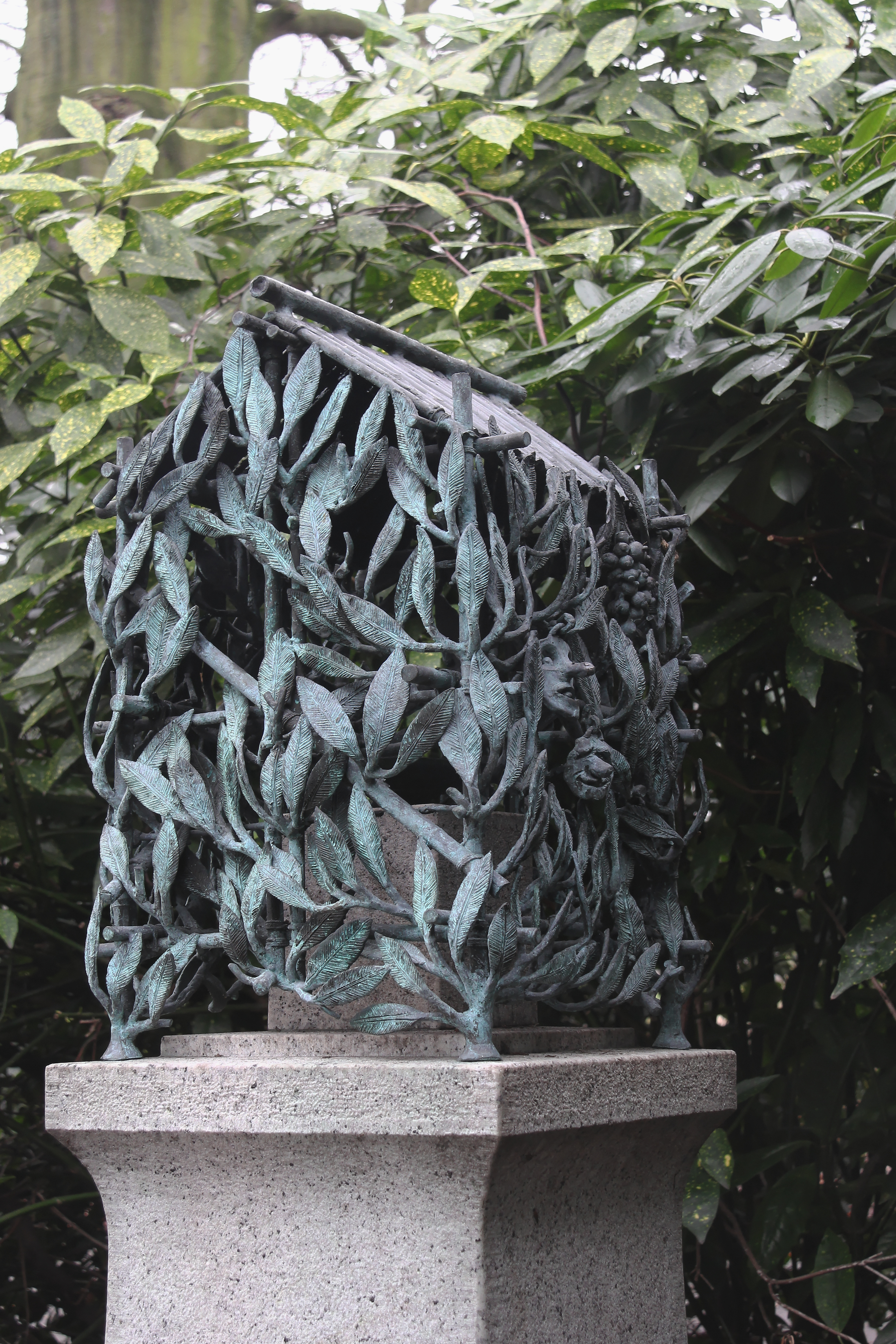
Aufsatz zum Salomon-Heine-Denkmal
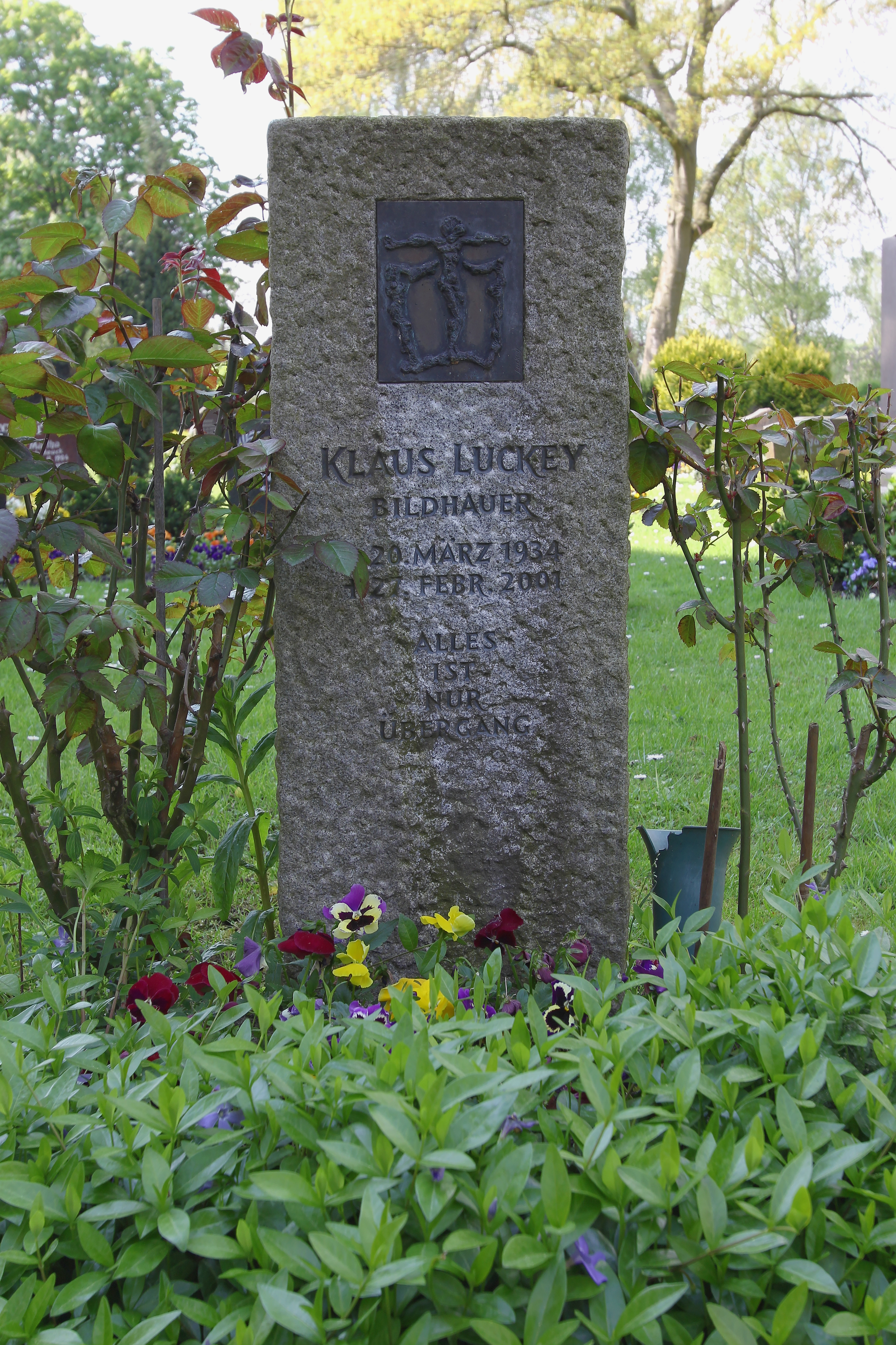
Grab in Allermöhe